# Dizasterblaster
Dizasterblaster è un videogioco sparatutto a scorrimento verticale spaziale pubblicato nel 1987 per Commodore 16 dall'Americana Software, un'etichetta della Mastertronic.
In originale ha la stessa copertina e manuale di istruzioni (a parte i comandi di caricamento) di Dizasterblaster per Commodore 64, che è una ripubblicazione di Ad Infinitum; però si tratta di due giochi differenti e tali istruzioni sono errate in quanto si riferiscono solo al gioco per Commodore 64.

## Modalità di gioco
Dizasterblaster è uno sparatutto bidimensionale con vista dall'alto e scorrimento verticale verso l'alto. Lo sfondo è costituito dallo spazio stellato e lo scorrimento è reso soltanto dal lento discendere delle stelle.
Il giocatore può muovere una piccola navicella solo a destra e sinistra e sparare verso l'alto. Ondate di navicelle aliene, anch'esse piuttosto piccole, arrivano con diverse traiettorie e devono essere schivate o distrutte. Molti tipi di nemici arrivano dall'alto e attraversano lo schermo fino a uscire in basso, ma ci sono anche tipi che arrivano dai lati. Alcuni nemici sparano, in verticale o diagonale. Quando si viene urtati o colpiti si perde una vita.
Per superare ciascun livello bisogna resistere fino all'esaurimento di un contatore del tempo, mentre i nemici continuano ad arrivare. Ci sono in tutto 64 livelli, ciascuno con uno o più tipi di nemici. Le partite si possono ricominciare da qualsiasi livello già raggiunto in precedenza.

## Accoglienza
La rivista Videogiochi News fu fortemente negativa nei confronti di Dizasterblaster, trovandolo molto scarno e ripetitivo.
Secondo Compute Mit non era niente di speciale, con aspetto e gameplay molto semplici, che sembrano provenire dagli albori del Commodore 16.
C16/Plus4 Handbook diede un giudizio poco sopra la sufficienza, ritenendolo alla pari con altri giochi stile Space Invaders.